# Margit Schumann
Pour les articles homonymes, voir Schumann.
Margit Schumann, née le 14 septembre 1952 à Waltershausen (Thuringe) et morte le 11 avril 2017 à Oberhof (Thuringe), est une lugeuse est-allemande puis allemande.

## Carrière

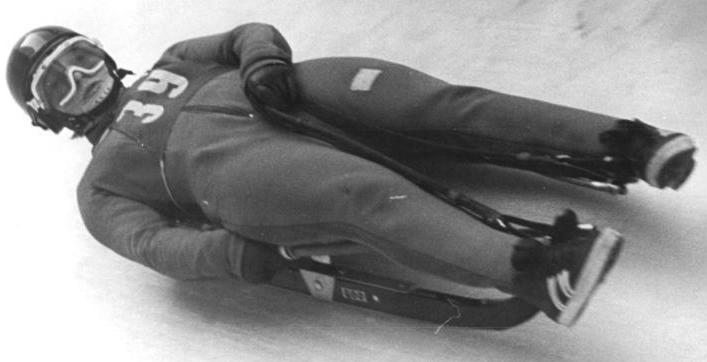
Margit Schumann en 1971.

Margit Schumann a pratiqué ce sport au plus haut niveau durant les années 1970. Au cours de sa carrière, elle a notamment remporté deux médailles olympiques dont une en or en 1976 à Innsbruck, quatre titres aux Championnats du monde, ainsi que trois titres, une médaille d'argent et une médaille de bronze aux Championnats d'Europe.
Elle fut l'un des lugeurs qui ont inauguré le temple de la renommée de la fédération internationale de luge de course (FIL) en 2004 en compagnie de Klaus Bonsack et Paul Hildgartner. 

## Palmarès
| Compétitions / Année    | 1972 | 1973 | 1974 | 1975 | 1976 | 1977 | 1978 | 1979 |
| ----------------------- | ---- | ---- | ---- | ---- | ---- | ---- | ---- | ---- |
| Jeux olympiques d'hiver | 3e   |      |      |      | 1re  |      |      |      |
| Championnats du monde   |      | 1re  | 1re  | 1re  |      | 1re  |      |      |
| Championnats d'Europe   |      | 1re  | 1re  | 1re  |      | 2e   |      | 3e   |

### Coupe du monde
- 3 podiums individuels : 
  - en simple : 2 victoires, 1 deuxième place.